# Thyridospila ennomoides
Thyridospila ennomoides är en fjärilsart som beskrevs av Achille Guenée 1852. Thyridospila ennomoides ingår i släktet Thyridospila och familjen nattflyn. Inga underarter finns listade i Catalogue of Life.